# Vriesea altomayoensis
Vriesea altomayoensis är en gräsväxtart som beskrevs av Harry Edward Luther och K.F.Norton. Vriesea altomayoensis ingår i släktet Vriesea och familjen Bromeliaceae. Inga underarter finns listade i Catalogue of Life.